# Summerlin (Las Vegas)

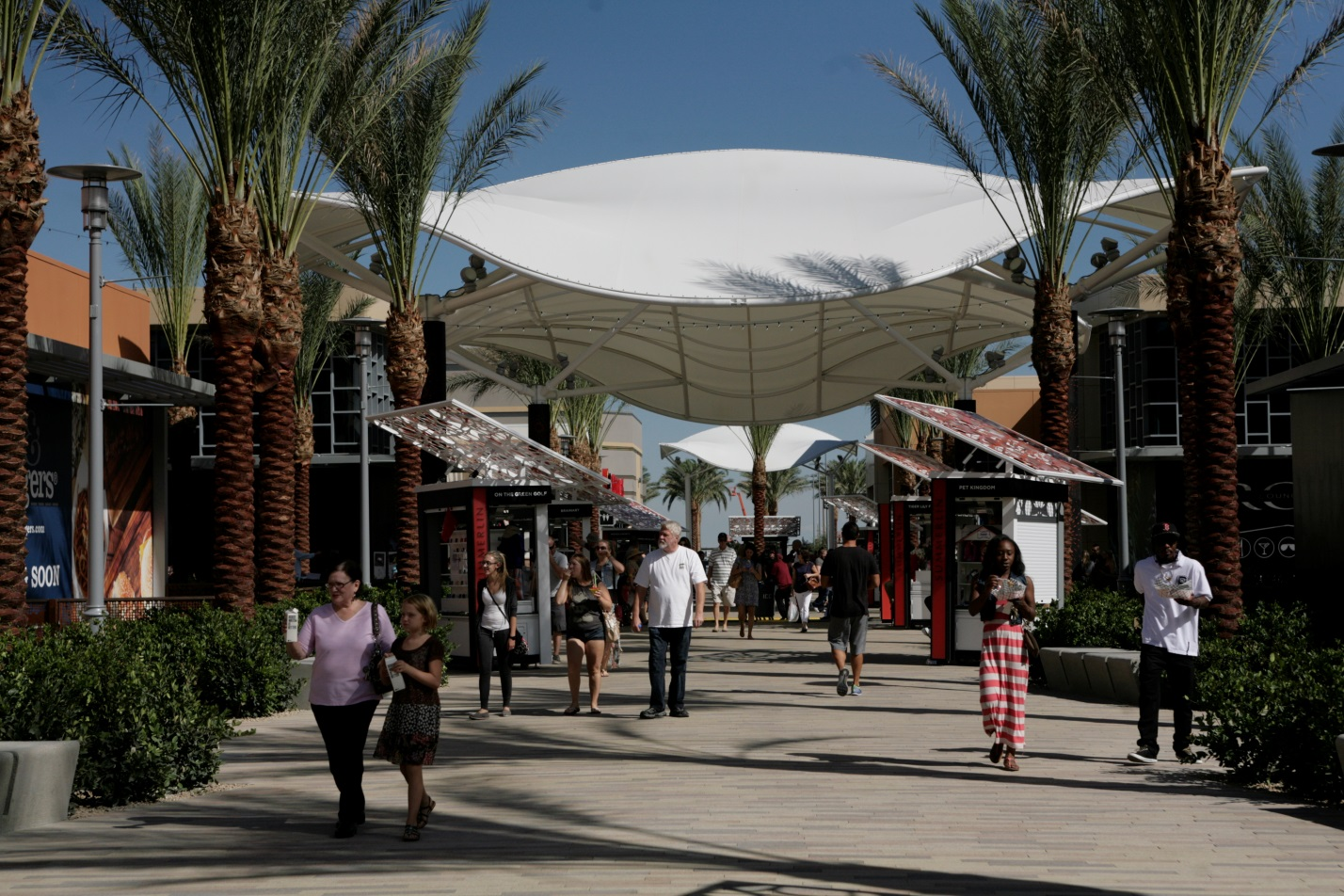
Downtown Summerlin

Summerlin ist eine Wohngegend im Westen der Metropolregion Las Vegas im US-Bundesstaat Nevada. Sie liegt teils innerhalb der Stadtgrenzen von Las Vegas und teils im angrenzenden Clark County. Summerlin wurde in den 1990er Jahren von der Howard Hughes Corporation angelegt und wächst seitdem stark.
Das durchschnittliche Familieneinkommen in Summerlin ist rund doppelt so hoch wie das durchschnittliche Einkommen in Las Vegas. Häuser in den aufwändig geplanten Gated Communities zählen zu den teuersten des Bundesstaates und sind oft um künstliche Seen oder Golfplätze herum angelegt. Insbesondere die Wohnviertel Queensridge, Tournament Hills, The Lakes und Spanish Hills sind für ihre Exklusivität bekannt. Zu den prominenten Bewohnern gehörte u. a. O. J. Simpson. Auch Steffi Graf/Andre Agassi und David Copperfield leben dort.

## Entwicklung
Die ersten Wohnviertel in Summerlin wurden in den 1990er Jahren von der Howard Hughes Corporation (ehemals Summa Corp.) angelegt. Zwischen 1990 und 2007 war Summerlin die am schnellsten wachsende Wohngegend der Vereinigten Staaten. Nach der Finanzkrise 2009 erholte sich Summerlin schnell und zeigt heute wieder eine sehr rege Bauaktivität. 2014 wurde das Projekt Downtown Summerlin, eine Mischung aus Wohnungen, Büros und einem Outdoor-Einkaufszentrum, fertiggestellt. Hier befinden sich außerdem der Las Vegas Ballpark (Baseballstadion) und die City National Arena. In Downtown Summerlin finden über das Jahr verteilt verschiedene Feste, Paraden und weitere öffentliche Events statt.

## Tourismus
In Summerlin befinden sich drei große Casino-Resorts:
- JW Marriott Las Vegas Resort & Spa
- Red Rock Casino, Resort & Spa
- Suncoast Hotel and Casino

## Bildung
In Summerlin befinden sich einige für die Metropolregion Las Vegas bedeutende Schulen und Bildungseinrichtungen:
- Palo Verde High School
- West Career and Technical Academy (Magnet School)
- The Adelson Educational Campus (Jüdische Privatschule)
- Bishop Gorman High School (Katholische Privatschule)
- Faith Lutheran High School (Christliche Privatschule)
- The Meadows School (Säkulare Privatschule)
- College of Southern Nevada (Summerlin Campus)
- Roseman University of Health Sciences (Summerlin Campus)

## Persönlichkeiten
- Sheldon Adelson (1933–2021), ehem. Chairman und CEO von Las Vegas Sands
- Andre Agassi (* 1970), US-amerikanischer Tennisspieler
- Eugenie Bouchard (* 1994), kanadische Tennisspielerin
- David Copperfield (* 1956), US-amerikanischer Illusionist
- Steffi Graf (* 1969), deutsche Tennisspielerin
- Penn Jilette, US-amerikanischer Zauberkünstler
- Brandon Marshall (* 1984), US-amerikanischer American-Football-Spieler
- Bob Miller (* 1945), US-amerikanischer Politiker, Gouverneur von Nevada (1989–1999)
- Shabazz Muhammad (* 1992), US-amerikanischer Basketballspieler
- DeMarco Murray (* 1988), US-amerikanischer American-Football-Spieler
- O.J. Simpson (1947–2024), US-amerikanischer American-Football-Spieler und Schauspieler
- Ronnie Stanley (* 1994), US-amerikanischer American-Football-Spieler
- Brendon Urie (* 1987), US-amerikanischer Singer-Songwriter und Leadsinger der Band Panic! at the Disco
- C.J. Watson (* 1984), US-amerikanischer Basketballspieler
- Dana White (* 1969), US-amerikanischer Unternehmer
- Pia Zadora (* 1954), US-amerikanische Schauspielerin und Sängerin